# Ivan Križnar
Ivan Križnar, slovenski zgodovinar, * 5. avgust 1927, Lipnica pod Dobravo pri Kropi, † 2. jauar 2014, Ljubljana.

## Življenje in delo
Leta 1953 je diplomiral kot izredni študent zgodovine in zemljepisa na Filozofski fakulteti v Ljubljani. Leta 1989 je bil upokojen kot predsednik komisije za zgodovino ZKS. V svojih knjigah proučuje narodnoosvobodilno borbo v različnih regijah Slovenije in delavsko gibanje, predvsem na Gorenjskem. Sodeloval je tudi pri Enciklopediji Slovenije kot področni urednik in avtor gesel.

### Soavtor
- Milena Vrečur, Ivan Križnar: V navzkrižnem ognju, Grosupeljsko in Stiško okrožje OF 1941-1945; izdano leta 1997 - ISBN 961-6049-14-3

### Avtor
- Jeseniško okrožje med nacistično okupacijo in narodnoosvobodilnim bojem; izdano leta 2000, ISBN 961-6049-25-9
- Škofjeloško okrožje v narodnoosvobodilnem boju 1941-1945; izdano leta 2003, CIP 94(4974-16)
- Kranjsko okrožje med nemško okupacijo in narodnoosvobodilnim bojem 1941-1945;izdano leta 2007- ISBN 978-691-91564-7-6